# Plopi (Timișoara)

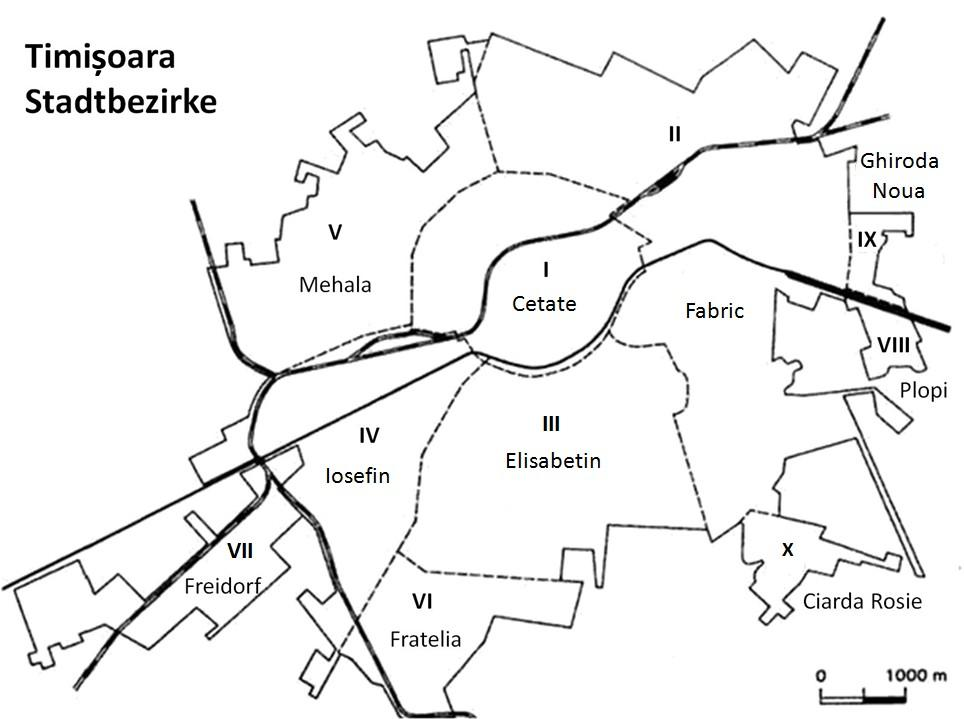
Stadtbezirke von Timișoara

Plopi, veraltet auch Ion Gheorghe Duca (deutsch Kardos-Kolonie), ist der VIII. Bezirk der westrumänischen Stadt Timișoara (deutsch Temeswar). Der im Osten der Stadt gelegene Bezirk erstreckt sich über eine Fläche von 67 Hektar und wurde 1951 zusammen mit dem nördlich anschließenden Nachbarbezirk Ghiroda Nouă nach Timișoara eingemeindet. Plopi ist ferner der flächenmäßig kleinste der insgesamt zehn Stadtbezirke.